# 因曼 (堪薩斯州)
因曼（英語：Inman）是一個位於美國堪薩斯州麥克弗森縣的城市。

## 地方資料
根據2020年美國人口普查的數據，因曼的面積為2.06平方千米，當中陸地面積為1.99平方千米，而水域面積為0.07平方千米。當地共有人口1341人，而人口密度為每平方千米650.97人。